# Carole Middleton

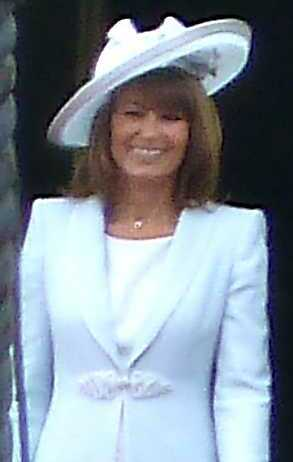
Carole Middleton (2011)

Carole Elizabeth Middleton (* 31. Januar 1955 in London als Carole Elizabeth Goldsmith) ist eine Geschäftsfrau. Sie ist die Mutter von Catherine, Princess of Wales und deren Geschwistern Philippa Matthews und James Middleton.

## Kindheit und Jugend
Carole Middleton wurde 1955 in Perivale, London geboren. Als Tochter von Dorothy Harrison und Ronald Goldsmith ist sie die ältere Schwester des IT-Rekrutierungs-Multi-Millionärs Gary Goldsmith. Ihre Jugend verbrachte sie in einem kleinen Haus in Southall, wo sie die staatliche Schule besuchte.
Sie verließ die Schule zunächst im Alter von 16 Jahren, kehrte aber bald zurück und schloss sie mit dem britischen Abitur ab. Ihr Berufswunsch war zunächst Lehrerin, doch ihre Familie konnte es sich nicht leisten, die Collegegebühren zu bezahlen. Sie fand dann zunächst eine Anstellung als Sekretärin. Anschließend frischte sie ihr Französisch auf und bekam eine Stelle beim Bodenpersonal von British Airways.

## Heirat und Familie
Danach arbeitete sie dort als Flugbegleiterin und lernte den Flugdienstberater Michael Francis Middleton kennen. Das Paar heiratete am 21. Juni 1980 in der Church of St. James in Dorney, Buckinghamshire. Der in Leeds geborene Michael ist der Sohn des Piloten Captain Peter Middleton, dessen Mutter Olive Mitglied der Lupton-Familie war, die in den Archiven der City of Leeds als „landed gentry; eine politische und unternehmerische Dynastie“, beschrieben wird. Das Ehepaar kaufte ein Haus im viktorianischen Baustil in Bradfield Southend in der Nähe von Reading, Berkshire. 1982, 1983 und 1987 bekam das Paar drei Kinder: Catherine, Philippa und James.
Im Mai 1984 zog die Familie nach Amman in Jordanien, weil ihr Ehmann dort für British Airways arbeitete. Im September 1986 ging die Familie zurück nach West Berkshire, Bradfield Southend. 1995 erwarb die Familie das im Tudor-Stil gebaute Herrenhaus Oak Acre in Bucklebury, Berkshire. Ihre drei Kinder besuchten die Privatschule Marlborough College, die jährlich rund 15.000 £ pro Kind kostete.  Das Ehepaar kaufte 2002 eine Wohnung in Chelsea, London, in der ihre Kinder nach Abschluss des Universitätsstudiums lebten. Die Wohnung wurde 2018 verkauft. 
2012 kaufte die Familie Middleton das Haus Bucklebury Manor in Berkshire für 4,7 Millionen Pfund. Das georgianische Herrenhaus ist denkmalgeschützt und verfügt über 18 Hektar Land. In diesem Anwesen verbrachte ihr Enkel Prince George seine ersten Lebenswochen.

## Aufstieg zur Multimillionärin
1987 gründete Carole Middleton die Versandhandelsfirma Party Pieces, die auf den Verkauf von Partyzubehör spezialisiert ist. Das Startkapital zur Gründung stammte aus einer Familienstiftung der Middletons, die vom Urgroßvater ihres Mannes gegründet worden war, dem Textilfabrikanten Francis Martineau Lupton. Im Jahr 1989 gab Michael Middleton seine Stellung bei British Airways auf, um seine Frau in ihrem Unternehmen zu unterstützen.  Nach eigenen Angaben hatte die Firma mit Hauptsitz in der Grafschaft Berkshire mehr als 40 Angestellte und bearbeitete bis zu 4000 Bestellungen pro Woche. Nach Angaben der Zeitung Daily Mail wurde die Familie durch Party Pieces zu Multimillionären.
Im Mai 2023 wurde die Firma an den Unternehmer James Sinclair, der u. a. Spielzeug und Speiseeis herstellt, notverkauft. Die Insolvenz war die Folge unvorsichtiger Investitionen in Wachstum und Erweiterung, einschließlich des Einstiegs in den Großhandel sowie in neue Absatzmärkte in den USA, Europa und dem Nahen Osten. Der Schaden betrug 2,6 Millionen Pfund inklusive öffentlicher Gelder, die wegen der COVID-19-Pandemie ausgezahlt worden waren, wodurch ein Rufschaden für die königliche Familie befürchtet wurde.